# Camille Japy

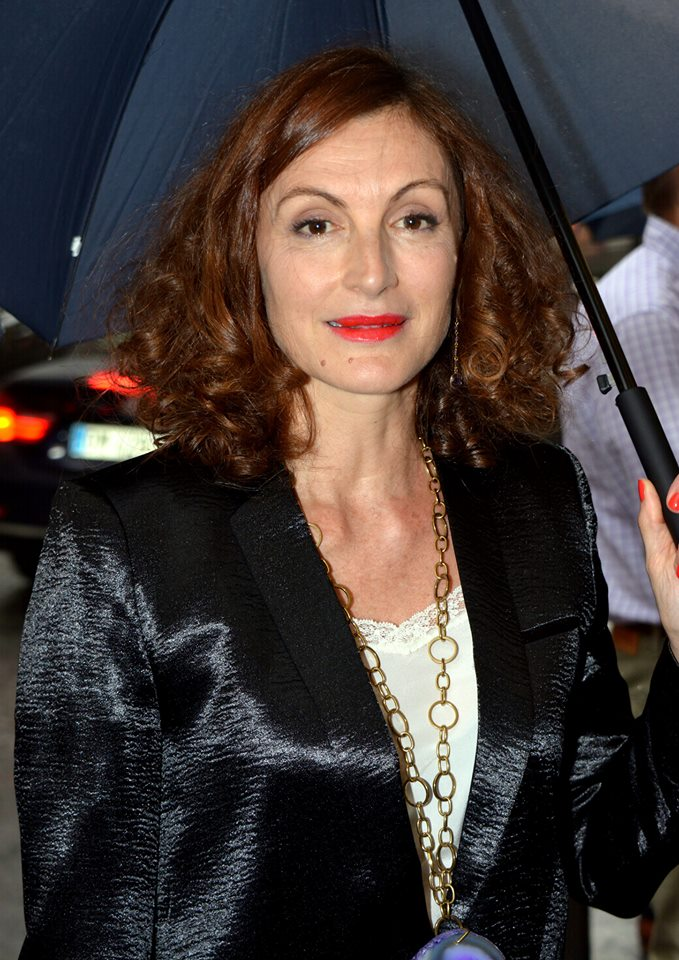
Camille Japy nel 2018

Camille Japy (Bruxelles, 7 settembre 1968) è un'attrice francese.

## Biografia
Camille Japy si è formata sul palcoscenico alla Royal Academy of Dramatic Art di Londra e al Conservatoire national supérieur d'art dramatique di Parigi. In teatro interpreta autori classici o contemporanei. Jean-Charles Tacchella gli offrì il suo primo ruolo in un lungometraggio in Dames galantes, uscito nel 1990.

## Filmografia

### Attrice

#### Cinema
- Donne di piacere (Dames galantes), regia di Jean-Charles Tacchella (1990)
- Meticcio (Métisse), regia di Mathieu Kassovitz (1993)
- La Petite Mort, regia di François Ozon (1995)
- Ognuno cerca il suo gatto (Tous cherche son chat), regia di Cédric Klapisch (1996)
- Le Cri de la soie, regia di Yvon Marciano (1996)
- La Vie en face, regia di Laurent Dussaux (1997)
- Grève party, regia di Fabien Onteniente (1997)
- Le nostre vite felici (Nos vies heureuses), regia di Jacques Maillot (1999)
- Le Monde de Marty, regia di Denis Bardiau (1999)
- Scènes de crimes, regia di Frédéric Schoendoerffer (2000)
- Électroménager, regia di Sylvain Monod (2001)
- Les Fantômes de Louba, regia di Martine Dugowson (2001)
- J'ai tué Clémence Acéra, regia di Jean-Luc Gaget (2001)
- Plus haut, regia di Nicolas Brevière (2002)
- Tutte le ragazze sono pazze (Toutes les filles sont folles), regia di Pascale Pouzadoux (2002)
- Il costo della vita (Le Coût de la vie), regia di Philippe Le Guay (2003)
- Une affaire qui roule, regia di Éric Veniard (2003)
- Douches froides, regia di Antony Cordier (2005)
- Paris, je t'aime, (registi vari) (2006)
- Lezioni di felicità - Odette Toulemonde, regia di Éric-Emmanuel Schmitt (2006)
- La vie d'artiste, regia di Marc Fitoussi (2007)
- Io vi troverò (Taken), regia di Pierre Morel (2008)
- Animal Heart, regia di Séverine Cornamusaz (2009)
- La Croisière, regia di Pascale Pouzadoux (2011)
- Molière in bicicletta (Alceste à bicyclette), regia di Philippe Le Guay (2013)
- 20 anni di meno (20 ans d'écart), regia di David Moreau (2013)
- Voyage en Chine, regia di Zoltan Mayer (2015)
- Corporate, regia di Nicolas Silhol (2017)
- With All My Strength, regia di Chad Chenouga (2017)
- Rendezvous with the Malawas, regia di James Huth (2019)
- Come sono diventato un supereroe (Comment je suis devenu super-héros), regia di Douglas Attal (2020)
- Les Fantasmes, regia di David Foenkinos e Stéphane Foenkinos (2021)

#### Televisione
- Julie Lescaut - serie TV, 101 episodi, (1994)
- Maigret et l'Improbable Monsieur Owen - serie TV, (1997)
- Fête de famille - serie TV, (2005)
- Le Réveillon des maids, regia di Michel Hassan (2007) - film TV
- Le Pigeon, regia di Lorenzo Gabriele (2010) - film TV
- Le Pigeon - serie TV, (2011)
- Le Repaire de la vouivre - serie TV, (2011)
- Une nouvelle vie - serie TV, (2011)
- Deux flics sur les docks  - serie TV, (2011)
- Tiger Lily, 4 femmes dans la vie - serie TV, (2013)
- Intime conviction - serie TV, (2014)
- Mongeville - serie TV, (2015)
- Sam - serie TV, (2016- in corso)
- Engrenages - serie TV, (2017)
- Qu'est-ce qu'on attend pour être heureux ?, - serie TV, (2018)
- Moi, grosse - serie TV, (2019)
- Emily in Paris - serie TV, (2020- in corso)

#### Film TV
La parenthèse interdite, regia di David Delrieux (2005) - film TV 

#### Cortometraggi
- La Part des choses regia di Julien Donada (1998)

#### Documentari
- L'@mour est à réinventer (1996)

#### Regista
- Petites filles - cortometraggio (2017)
- Sous le tapis (2023)

## Teatro
- L'Ordalie di Gildas Milin, Théâtre de la Tempête (1995)
- Chabada (bada) di Fanny Mentré, regia di Alain Milianti, Le Volcan Le Havre (1996)
- Amphitryon di Molière, regia di Stuart Seide, Théâtre du Nord (2002)
- Cinq Filles couleur pêche di Alan Ball, regia di Yvon Marciano, Théâtre de l'Atelier (2003)
- Un cheval di Jean-Marie Besset tratto da L'Influence de l'argent sur les histoires d'amour di Christophe Donner, regia di Gilbert Désveaux, Pépinière Théâtre (2006)
- Andromaque di Jean Racine, regia di Declan Donnellan, Théâtre du Nord, TNBA, Comédie de Reims, Théâtre des Bouffes du Nord, La Criée (2007)
- Andromaque di Jean Racine, regia di Declan Donnellan, MC2, Comédie de Genève, Les Gémeaux, Théâtre national de Strasbourg, tournée (2008)
- Casa di bambola di Henrik Ibsen, regia di Jean-Louis Martinelli, Théâtre Nanterre-Amandiers (2010)
- Casa di bambola di Henrik Ibsen, regia di Jean-Louis Martinelli, Théâtre Nanterre-Amandiers, CDDB-Théâtre de Lorient, Théâtre national de Nice, Schauspielhaus, Théâtre du Gymnase (2012)
- Bella figura regia di Yasmina Reza, Théâtre Liberté (Tolone), Théâtre national populaire (Villeurbanne), La Criée (2017)
- Baby di Jane Anderson, adattamento di Camille Japy, regia di Hélène Vincent, Théâtre de l'Atelier (2018)

## Riconoscimenti
- ColCoa Festival 2018: Premio della Giuria Cortometraggi per Petites filles
- Kiev Molodist International Film Festival 2018: Miglior cortometraggio per Petites filles